# ISTAR
 (avril 2013).
Le contenu est difficilement compréhensible vu les erreurs de traduction, qui sont peut-être dues à l'utilisation d'un logiciel de traduction automatique.
Pour les articles homonymes, voir Istar (homonymie).
ISTAR est l'acronyme de « Intelligence, Surveillance, Target Acquisition & Reconnaissance » (en français : « renseignement, surveillance, acquisition d'objectif, reconnaissance ». Il désigne les unités de reconnaissance et de renseignement le plus souvent « multi-senseurs » regroupant dans la plupart des cas, le renseignement d'origine humaine et électronique.

## Unités ISTAR à travers le monde
- Belgique :
  - Bn ISTAR (Forces armées belges)
- France : 
  - 33e escadre de surveillance, de reconnaissance et d'attaque (Armée de l'air et de l'espace)
- Bulgarie :
  - 62nd Svarzochna Brigada (Forces armées bulgares)
- Canada :
  - ISTAR  (Armée canadienne)
- Croatie :
  - 350. military intelligence battalion (350. vojnoobavještajna bojna) (Forces armées de la république de Croatie)
- Danemark :
  - Special Support & Reconnaissance Company - SSR (en) (Forces armées danoises)
- Espagne :
  - Regimiento de Inteligencia 1 (1st Intelligence Regiment, Forces armées espagnoles)
- Etats-Unis :
  - RSTA (U.S. Army) (en)
  - Long Range Surveillance (en) Units (United States Army)
  - JSTARS Aircraft
  - Artillery STA
  - STA sniper (USMC)
- Israël :
  - Sayeret Matkal
- Macédoine du Nord :
  - Razuznavacki bataljon (Forces armées macédoniennes)
- Norvège :
  - Intelligence battalion (Norwegian Army)
  - Jegerkompaniet (en) (Norwegian Army)
  - ISTAR battalion (Norwegian Army (en))
  - ISTAR HQ platoon (Norwegian Army))
  - Kystjegerkommandoen (en) (Norwegian Coastal Ranger Command)
  - Garnisonen i Sør-Varanger (en) (Borderguard, Norwegian Army)
- Pays-Bas :
  - Joint ISTAR Command (Forces armées néerlandaises)
  - 103 ISTAR battalion (en)
- Royaume-Uni :
  - Honourable Artillery Company
  - 21 SAS
  - 32nd Regiment Royal Artillery (en) (British Army) UAV Regiment
- Slovénie :
  - 5. obveščevalno-izvidniški bataljon, 5th Intelligence-Reconnaissance Btn, Forces armées slovènes
- Suède :
  - SIG (en) (Forces armées suédoises)
- Suisse :
  - ISTAR Bat TF 11 ad hoc (Armée suisse)
- Union européenne :
  - NBG ISTAR TF (EU Groupement tactique nordique)

## Variantes de l'ISTAR
- Surveillance, Intelligence, Reconnaissance Group (SRIG) de l'USMC
- C4ISTAR, un concept plus large qui inclut également Command, Control, Communications and Computers.
- CARVER matrix (en)
- ISR, limité à la partie Intelligence, Surveillance and Reconnaissance